# Тимочко Петро Семенович
Петро Семенович Тимочко (1 серпня 1925, с. Івачів Долішній, нині Тернопільського району Тернопільської області — 25 лютого 2005, м. Тернопіль) — український поет, перекладач, драматург, публіцист, громадський діяч. Член Національної спілки письменників України (1990).

## Життєпис
У 1938—1943 роках навчався в українській гімназії товариства «Рідна школа» в Тернополі.
1943 — доброволець дивізії «Галичина», 1944 — учасник боїв під м. Броди (Львівська область), потрапив у радянський полон. 1944—1947 — в'язень перевірно-фільтраційних таборів ГУЛАГ на території Підмосковського вугільного басейну, художник-оформлювач у таборі поблизу станції Узлова (нині Тульської області). У 1947 році після багатьох допитів і трирічного перебування у таборах був вивезений на спецзаслання в Забайкалля. Тут він жив і працював до 1956 року, де і склав екстерном іспити на атестат зрілості. До 1956 працював на копальнях Забайкалля робітником, завідувачем майстерні рудника та гірничим майстром (нині всі — РФ).
Після звільнення повернувся в Тернопіль, де жив у будинку № 8 на вулиці Над Ставом (на згадку про це на фасаді будинку встановлена меморіальна таблиця). Закінчив гірничий факультет Всесоюзного політехнічого інституту в м. Москва (1961, нині РФ).
Працював майстром, інженером у кар'єрах і на будовах Тернопільської області.
Наприкінці 1960-х років П. Тимочко почав працювати над поетичними перекладами відомих польських та німецьких авторів, які згодом були опубліковані в популярних журналах «Жовтень» (нині «Дзвін») та «Всесвіт».
З 1990 року, після зміни політичного клімату і прийняття в члени Спілки письменників України, почав друкувати власні поетичні і драматичні твори.
Голова тернопільської організації СПУ (1992—1998).
Помер 25 лютого 2005 p., похований у м. Тернопіль.

## Премії та нагороди
- Всеукраїнська літературно-мистецька премія імені Братів Богдана та Левка Лепких,
- Літературна премія імені Уласа Самчука,
- Премія імені Максима Рильського[2].
- Орден «За заслуги» 3-го ступеня[3].

## Творчість
Перші публікації поезій Тимочка — у журналі «Дорога» (1942, м. Львів).
Тимочко — перекладач із німецької, російської, польської, чеської, есперанто та інших мов. Перші переклади поезій польських і німецьких авторів опубліковані у журналі «Всесвіт» і «Жовтень» (нині «Дзвін»), колишніх збірках та періодичних видання. Петро Тимочко мав надзвичайне відчуття слова, енциклопедичний запас слів, що допомогло йому в перекладацькій праці сягнути вершин цього непростого ремесла. Його переклади передають дух оригіналу, а це вдається не кожному. Його українська мова в перекладах дає можливість читачеві отримувати справжню насолоду від слова і пізнавати його неперевершену красу.
1980 — книга перекладів поезій польського поета Яна Кохановського «Поезії», 1991  — німецьких поетів — Й.-В. Гете «Невгасима любов» (м. Київ) і Г. Сакса «Вибрані твори» (обидві — 1991, м. Тернопіль).
Автор збірок поезій:
- «На канадській землі» (1991),
- «Рідний клин» (1994),
- «Із болем у душі»,
- «В стрімкім потоці часу і подій» (обидві — 1995),
- «Премудрість Божу в собі шукаю» (1996),
- «Із вічності у вічність» (2000).

Автор драматично-поетичної трилогії «Трагедія зради або Українська трагедія», «Пекельний суд» та «День перемоги» (1993—1994); автобіографічної повісті «Роздуми над пережитим» (2001); збірки фейлетонів і есе «Мовчати було негоже» (2003), публіцистичних статей.
З есперанто перекладав вірші Л. Заменгофа, Е. Пріва, В. Ярошенка, Еви Сухардової-Земаннової, Д. Баґі, Б. Олда, Є. Михальського.

### Видання творів
- Тимочко П. Роздуми над пережитим. Спогади // Тернопіль: «Горлиця», 2001 — 621 с.
- Тимочко П. В стрімкім потоці часу та подій: Поезії // Тернопіль, 1995. — 156 с.
- Тимочко П. Із болем у душі: Поезії // Львів: Каменяр, 1995. — 196 с.
- Тимочко П. На канадській землі: Поезії // Тернопіль: Ред.-видав. відділ упр. по пресі, 1991. — 44 с.
- Тимочко П. Премудрість божу в собі шукаю // Тернопіль, 1996. — 37 с.
- Тимочко П. Рідний клин: Поезії // К.: Український письменник, 1994. — 110 с.
- Тимочко П. Пекельний суд: Політично-драматична поема-містерія; День перемоги: Драматична бувальщина // Тернопіль: Збруч, 1994. — 96 с.
- Тимочко П. Трагедія зради або Українська трагедія // Тернопіль, 1993. — 45 с.
- Тимочко П. «Блукав чимало я по світу…»: [Підбірка віршів] // Русалка Дністрова. — 1998. — № 2 (лют.). — С. 5-6.
- Тимочко П. Вірші різних літ // Відродження. — 1990. — 7 груд.
- Тимочко П. Дев'ять сонетів із книги «Подих волі» // Літ. Україна. — 1996. — 24 жовт.
- Тимочко П. До тернопільських гімназистів; Український псалом; Ровесникам, що полягли під Бродами; До друга; Скорботний сонет; Радіймо — не забуваймо: [Вірші] // Тернопіль: Українська гімназія в Тернополі. 1898—1944. Дод. № 3. — Тернопіль, 1992. — С. 37-39.
- Тимочко П. Мій родовід; Переклади: [Вірші] // Тернопіль: Тернопільщина літературна. Дод.№ 2. — Тернопіль, 1991. — С. 73-74.
- Тимочко П. Молитва в день незалежності України: [Вірш] // Свобода. — 1996. — 22 серп.
- Тимочко П. «Отямся, люде, спину розігни»: [Вірші] // Відродження. — 1991. — 27 лип. — (Поети-земляки).
- Тимочко П. Покаймося!; Страх; Мутація; До №; Минулих днів не доганяю…: [Вірші] //Подільське слово. — 1993. — 27 берез.
- Тимочко П. Я слухаю в Івачові Іванну: [Вірш] // Вільне слово. — 1995. — 7 жовт. — (До невисихаючої криниці добра, любові, мужності).

#### Переклади
- Гете Й-В. Невгасима любов: Вибрані поезії / Пер. з нім. П. Тимочка // К.: Академія, 1997. — 480 с.
- Кохановський Ян. Поезії / Пер. з польськ., передм. та приміт. П. Тимочка // К.: Дніпро, 1980. — 143 с.
- Сакс Г. Вибрані твори / Пер. з нім. та приміт. П. Тимочка // Тернопіль; К., 1997. — 128с.
- Фогельвайде В. Поезії / З давньонім. пер. П. Тимочко // Всесвіт. — 1999. — № 7. — С. 80-89. — Від перекладача — С.89.
- Кохановський Я. Трени й інші вірші / З польськ. пер. П. Тимочко // Тернопіль: Видавництво "Крок", 1999. — 160 с.

#### Публіцистика
- Тимочко П. Роздуми біля пам'ятника Василеві Стусу в Тернополі: До 10-річчя смерті поета //Тернопілля'95: Регіон. річник. — Тернопіль, 1995. — С. 455-457.
- Тимочко П. Ти тут знайшла найвищу з нагород; На могилі Амвросія Крушельницького; Шумлять дуби на хуторі Надія: [Вірші] // Віночок Соломії Крушельницької /Зібр. і упоряд. П. Медведик. — Тернопіль, 1992. — С. 55-57.
- Тимочко П. Хвилююча зустріч: [Гімназійний з'їзд у 1992 р.] // Ювілейна книга Української гімназії в Тернополі 1898—1998: До сторіччя заснування /За ред. С. Яреми. — Тернопіль; Львів, 1998. — С. 148-152.
- Тимочко П. «Богославень»: [Про книгу] // Літ. Україна. — 1994. — 21 лип.
- Тимочко П. Галицькі Крути: До 50-ліття битви під Бродами // Тернопіль вечірній. — 1994. — 20 лип.
- Тимочко П. Інтелект і мова: Письменницький роздум // Літ. Україна. — 1997. — 7 серп.
- Тимочко П. Люди ми чи не люди? // Свобода. — 1995. — 1 серп. — (Наші ювіляри).
- Тимочко П. Мертвяцьке зубоскальство: [Полеміка] // Тернопіль вечірній. — 1998. — 5 лют.
- Тимочко П. «Оповідав Мирон рябої кобили сон…»: [Літ. роздуми авт. над твором Б. Демкова «Смерть Сонця» (Пасакалія)] // Тернопіль вечірній. — 1995. — 20 січ. — (Палеміка).
- Тимочко П. Не ведіть нас назад Олександре Олександровичу: Голові Верховної Ради України О. О. Морозу: [Відкритий полемічний лист] // Свобода. — 1998. — 7 лют.
- Тимочко П. «Тобі хвали не проспіваю…»: [Розм. з поетом вів Є. Зозуляк] // Вільне життя. — 1995. — 1 серп.
- Тимочко П. «Хто не бачить Європи в Україні, той не побачить її і в Парижі, і в Лондоні»: [Про роботу письменника над перекладами творів Гете] // Ровесник. — 1997. — 17 жовт.
- Тимочко П. Час і себе шанувати //Київ. — 1995. — № 1. — С. 9-10.